# Vozera Valkoŭskaje
Vozera Valkoŭskaje (ryska: Озеро Вальковское, vitryska: Возера Валькоўскае) är en sjö i Belarus. Den ligger i den norra delen av landet, 240 km norr om huvudstaden Minsk. Vozera Valkoŭskaje ligger 136 meter över havet. Arean är 4,0 kvadratkilometer. Den sträcker sig 4,2 kilometer i nord-sydlig riktning, och 4,1 kilometer i öst-västlig riktning.
I omgivningarna runt Vozera Valkoŭskaje växer i huvudsak blandskog. Runt Vozera Valkoŭskaje är det mycket glesbefolkat, med 7 invånare per kvadratkilometer.